# Велик изток на Франция
Великият изток на Франция (на френски: Grand Orient de France) е най-голямата масонска организация във Франция и най-старата в континентална Европа. Основана е през 1773 година, но се смята за наследник на съществуващата от 1728 година Велика ложа на Франция. Тя поставя началото на либералното масонство.